# Edith Oravez
Edith Oravez, eig. Oravecz, (21. März 1920 in Budapest – 10. November 2013 in Zürich) war eine Schweizer Opernsängerin ungarischer Herkunft.

## Leben und Werk
Edith Oravez studierte an der Franz-Liszt-Musikakademie in Budapest. Sie setzte ihre Studien fort bei Salvatore Salvati in Basel sowie bei Margarethe Haeser und Armin Weltner in Zürich. 1948 debütierte sie am Stadttheater Zürich und gehörte in der Folge fünf Jahre lang als Soubrette für Oper und Operette dessen Ensemble an. Sie war als Cherubino, Zerlina und Papagena in Mozart-Opern zu sehen und zu hören, als Marzelline in Beethovens Fidelio, als Bianca in Hermann Goetz’ Der Widerspenstigen Zähmung, als Marie in Lortzings Waffenschmied und als Musetta in Puccinis La Bohème. Zu ihren Operettenpartien zählten die Arsena im Zigeunerbaron, die Valencienne in der Lustigen Witwe und die Bronislawa im Bettelstudenten. Die Sängerin war in Zürich auch in mehreren Werken zeitgenössischer Komponisten vertreten, beispielsweise als Leonore in Othmar Schoecks Don Ranudo und in fünf Schweizer Erstaufführungen – in der Spielzeit 1948–1949 als Lucy in Menottis The Telephone und als Enfant in Ravels L’enfant et les sortilèges, in der Spielzeit 1950–1951 in Brittens Let’s Make an Opera und als Marie-Luise in Kodálys Háry János sowie bei den Juni-Festwochen 1953 als Elsbeth in Richard Strauss’ früher Oper Feuersnot.

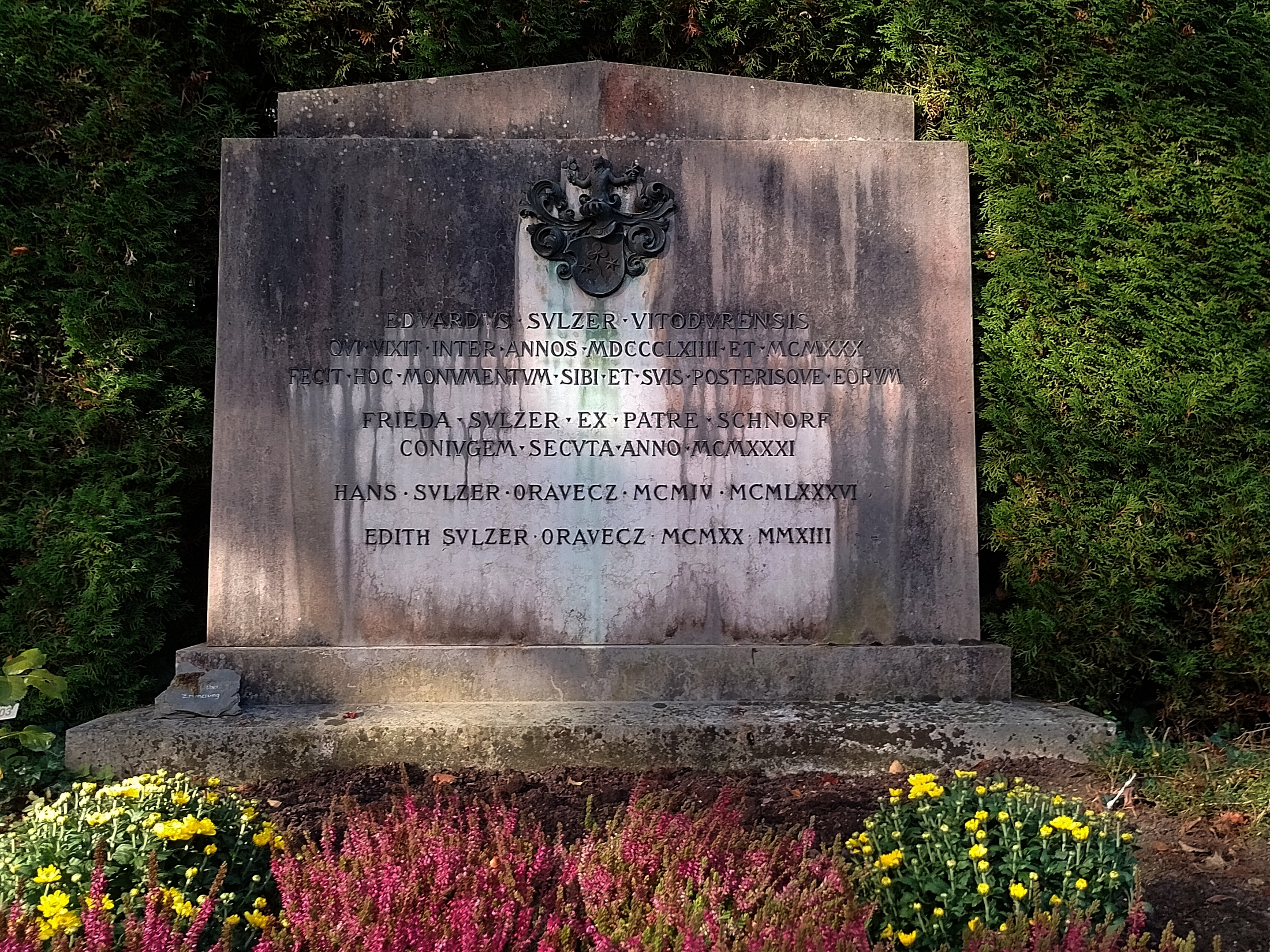
Grab, Friedhof Rehalp, Zürich

Bereits 1949 debütierte die Sängerin bei den Salzburger Festspielen als Papagena in einer von Oscar Fritz Schuh inszenierten und von Wilhelm Furtwängler dirigierten Zauberflöten-Premiere. Nach ihrem Zürcher Engagement war die Künstlerin freiberuflich an zahlreichen europäischen Bühnen verpflichtet. Mit einer Salzburger Operntruppe unternahm sie 1956 unter Bernhard Paumgartner eine Europa-Tournee mit Mozarts La finta semplice. In der Spielzeit 1956–57 sang sie am Stadttheater Bern, 1960 gastierte sie als Cherubino an De Nationale Opera in Amsterdam und am Opernhaus Zürich. Weitere Verpflichtungen führten sie nach Brüssel, London und Wien, zu den Schwetzinger Festspielen, an das Teatro San Carlo in Neapel, nach Palermo und Reggio Emilia sowie an der Opéra national du Rhin in Straßburg. Mit dem Ensemble der Staatsoper Wien gastierte sie beim Festival von Osaka und in Tokio.
Edith Oravez trat auch als Konzertsängerin auf. Beispielsweise war sie bei den Salzburger Festspielen von 1953 bis 1960 alljährlich in Konzerten zu hören, in Haydns Schöpfung, in Beethovens Christus am Ölberg sowie in zahlreichen Werken Mozarts. Sie machte sich auch um die Verbreitung der Werke von Bela Bartók und Zoltán Kodály verdient. Sie setzte ihre Konzerttätigkeit bis 1972 fort. Es gab diverse Schallplatteneinspielungen und Radioverpflichtungen.
Die Sängerin war mit dem Rechtsanwalt Hans Sulzer (1904–1986) verheiratet, der von 1963 bis 1981 als Verwaltungsratspräsident des Opernhauses Zürich fungierte. Ihre letzte Ruhestätte fanden sie auf dem Friedhof Rehalp in Zürich.

## Tondokumente
- Mozart: Die Zauberflöte, 1949 – Wilhelm Furtwängler (Dirigent), Wiener Philharmoniker, Wiener Staatsopernchor. Mit Walther Ludwig, Irmgard Seefried (Pamina), Josef Greindl, Wilma Lipp (Königin der Nacht), Karl Schmitt-Walter, Edith Oravez (Papagena), Gertrude Grob-Prandl, Paul Schöffler, Ernst Haefliger und Hermann Uhde. Aufzeichnung einer Aufführung der Salzburger Festspiele am 27. Juli 1949, CD (3): Orfeo C650053D, veröffentlicht September 2005
- Mozart: Così fan tutte, 1953 – Hans Schmidt-Isserstedt, NDR-Sinfonieorchester, Chor des NDR, mit Suzanne Danco, Ira Malaniuk, Edith Oravez (Despina), Rudolf Schock, Horst Günter und Benno Kusche. Relief/Musikwelt CD
- Mozart: La finta semplice, 1956 – Bernhard Paumgartner (Dirigent), Mozarteumorchester Salzburg, mit George Maran (Fracasso), Dorothea Siebert (Rosina), Edith Oravez (Giacinta), Karin Küster (Ninetta), August Jaresch (Don Polidoro), Alois Pernerstorfer (Don Cassandro), Walter Rahninger (Simone). Studio-Aufnahme; gekürzt. Philips LP: 6747 388 (8 LPs)